# Báquet (asiento)

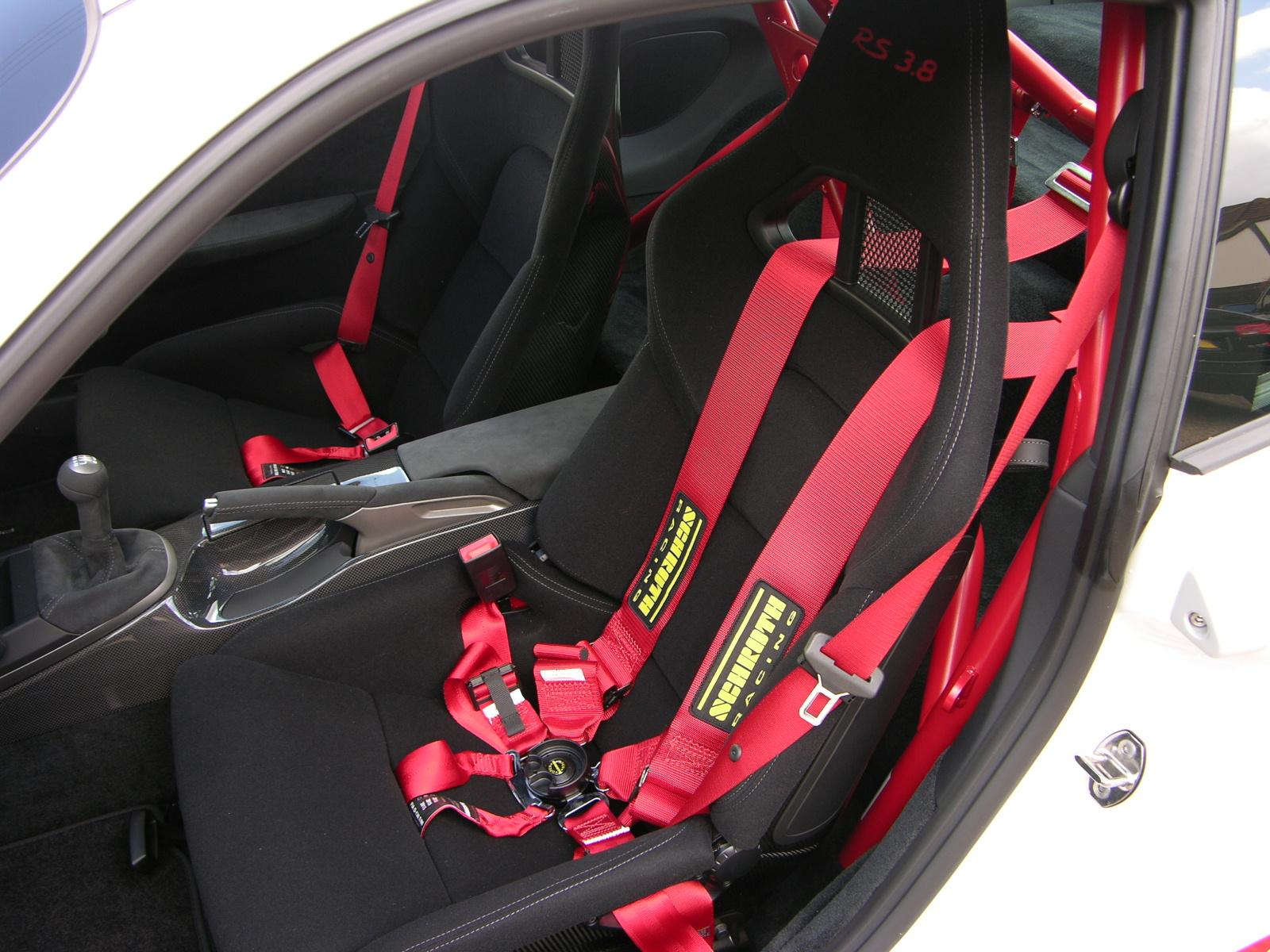
También pueden estar presentes en coches de calle como este Porsche 997 GT3 RS.

Un báquet, backet,  asientos de butaca, o bucket (del inglés bucket seat) es un asiento de una plaza utilizado en vehículos de carreras y algunos deportivos de alta gama. Su función es la de proteger al ocupante y junto a los cinturones de seguridad, sujetarlo firmemente al asiento para impedir que se mueva el ocupante por la fuerza centrífuga en las curvas y para evitar daños en caso de accidente. Son muy efectivos en caso de vuelco.
Suele ser sencillo, ligero pero rígido, carece de reglajes y es ergonómico, diseñado especialmente para envolver el tronco de la persona que lo usa. Cuenta con dos entradas en la parte superior y en los laterales para introducir los cinturones de seguridad de seis puntos que se utilizan en la competición. Es obligatorio su uso en todos los deportes de automovilismo: Fórmula 1, Rally y en el automovilismo en general. Su uso lo rige la FIA bajo la norma 8855-199.
Los báquet, tienen una caducidad de 5 años desde su fecha de fabricación debiendo sustituirse una vez caducados o bien en caso de tener algún accidente.
Antiguamente su estructura era tubular y con el avanzce de las tecnologías de fabricación actualmente en mercado solo se encuentran en estructura de fibra de vidrio o fibra de carbono realizados en autoclave, lo que origina un peso muy ligero y una rigidez perfecta.

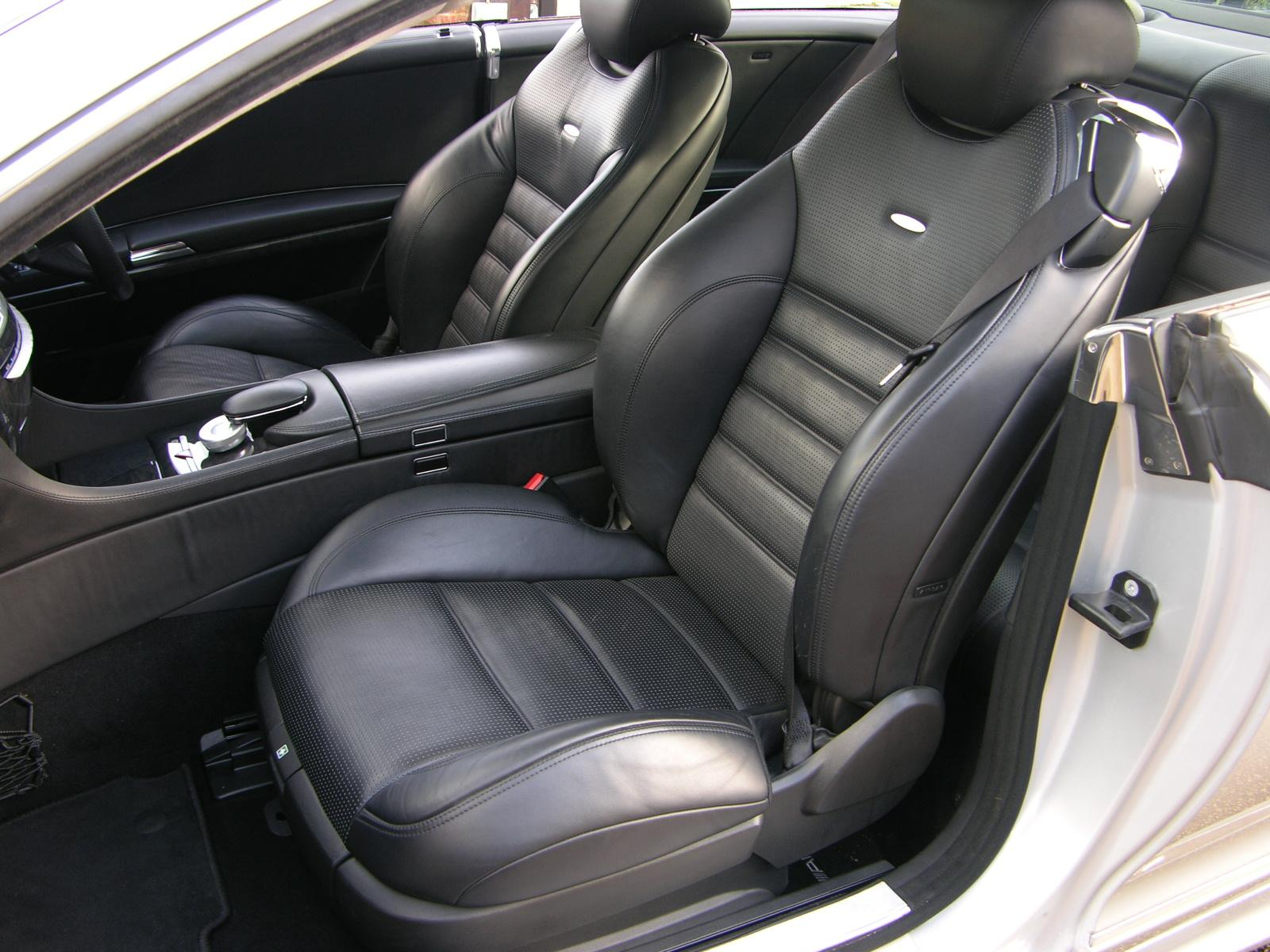
Mercedes Benz CL63 AMG

## Marcas relevantes
- Recaro
- Sparco